# Meta Ditzel
Meta Katrine Nedergaard Ditzel (6. oktober 1910 i Tarm – 19. juni 1999 i Viborg) var en dansk politiker, der repræsenterede Det Radikale Venstre i Folketinget fra 1968 til 1975.
Ditzel blev uddannet lærerinde fra Th. Langs Seminarium i Silkeborg i 1931, som hun senere supplerede med studentereksamen i 1934 og filosofikum fra Aarhus Universitet i 1941. Senere studerede hun fransk og tysk ved universiteter i Paris og Wien.
Hun blev ansat ved Viborg Kommunes skolevæsen i 1934 og blev overlærer i 1950. Sideløbende var hun aktiv i Dansk Kvindesamfund, og hun var bl.a. derfor allerede kendt i offentligheden, da hun i 1968 blev valgt til Folketinget. Det skyldtes bl.a. hendes roman fra 1942, Thi Adam dannedes først. Hun var formand for Dansk Kvindesamfund i Viborg 1940-1968 og medlem af hovedbestyrelsen 1959-1969.
I folketingsarbejdet var hun særligt engageret i freds- og sikkerhedspolitik, hvor hun var fortaler for at partiet ikke gik på kompromis med sin traditionelle modstand mod oprustning i både øst og vest. Hun var også medlem af flere fredspolitiske organisationer, f.eks. Kvindernes Internationale Liga for Fred og Frihed og Kvinder for Fred. Hun blev desuden æresmedlem af organisationen Aldrig mere krig. Meta Ditzel var 1948-1969 medlem af bestyrelsen for Det Radikale Venstre i Viborg, ligesom hun var medlem af partiets hovedbestyrelse og også formand for dets kvindeudvalg.
Politiets Efterretningstjeneste registrerede Ditzel i sit arkiv i 1969, da hun dette år deltog i Østersøugerne og blev medlem af Selskabet Danmark-DDR. I 1973 og 74 deltog hun i møder i det kommunistisk-dominerede World Peace Council i hhv. Moskva og Sofia, ligesom hun siden var med til at oprette og lede den danske afdeling Samarbejdskomiteen for Fred og Sikkerhed. I perioden 1976-81 registrerede PET flere møder mellem Ditzel og KGB-officerer fra den sovjetiske ambassade.
I KGB-papirer, som PET modtog fra Oleg Gordievskij, kaldes Ditzel for en fortrolig kontakt, som undersøges i håb om at gøre hende til egentlig agent. Gordievskij beskrev Ditzel som en naiv fredsforkæmper, som blev vundet over med blomster og komplimenter. Hendes kontakter fortalte hende ikke at de arbejdede for KGB. I papirerne hævdes det, at det var KGB som fik Ditzel til at oprette Samarbejdskomiteen, og at meget af hendes efterfølgende fredsarbejde var inspireret af KGB. Dog forklarede Gordievskij, at der var en generel tendens til at KGB overdrev deres resultater i indberetningerne til Moskva.
Privat blev Meta Ditzel i 1941 gift med museumsinspektør Harald Ditzel (1915-1986), med hvem hun fik døtrene Jane (f. 1948) og Karin (f. 1950).
Meta Ditzel er begravet ved siden af sin mand på Viborg Kirkegård.